# 大分県道610号松岡日岡線
大分県道610号松岡日岡線（おおいたけんどう610ごう まつおかひおかせん）は、大分県大分市を通る一般県道である。

## 概要
パークプレイス大分や大分スポーツ公園から大分県内最大の住宅団地である明野団地を横断し大分臨海工業地帯がある向原東を結ぶ一般県道で、明野団地周辺は交通量が多く、特に大分スポーツ公園東交差点 - 明野東交差点にかけて渋滞が発生しやすい。

### 路線データ
- 起点：大分県大分市松岡（公園東インター入口交差点、国道197号大分南バイパス交点）
- 終点：大分県大分市向原東（日岡交差点、大分県道22号大在大分港線交点）

## 地理

### 通過する自治体
- 大分市

### 接続する道路
| 交差する道路               | 交差する場所 | 交差する場所                    |
| -------------------------- | ------------ | ------------------------------- |
| 国道197号 / 大分南バイパス | 松岡         | 公園東インター入口交差点 / 起点 |
| 大分県道21号大分臼杵線     | 明野東       | 明野東交差点                    |
| 国道197号                  | 仲西町       | 仲西陸橋北交差点                |
| 大分県道22号大在大分港線   | 向原東       | 日岡交差点 / 終点               |

### 沿線
- パークプレイス大分
- 大分スポーツ公園（昭和電工ドーム大分など）
- 明野団地
- 新日鐵住金文化体育センター 明野球場
- 大分市立明野東小学校
- 明野中央病院
- 大分市立明野北小学校
- 大分市立明治北小学校
- 大分池ノ平郵便局
- 近藤整形外科
- 鷹松神社
- 大分市立原川中学校
- 大分市立日岡小学校